# Martin Scorsese Presents The Blues: A Musical Journey
Martin Scorsese Presents The Blues: A Musical Journey ist eine 5-CD-Box mit dem Soundtrack zur Dokumentarfilmreihe The Blues, die von Martin Scorsese produziert und wie die CD-Box 2003 veröffentlicht wurde. Die 5 CDs bieten eine Übersicht der Geschichte des Blues von seinen Anfängen bis zum Erscheinungsjahr. Dabei werden zahlreiche Spielarten des Blues und verwandter Stilrichtungen von vielen bedeutenden Musikern präsentiert. Insgesamt sind auf den 5 CDs 116 Musikstücke zu hören. Die Box enthält zudem ein 60-seitiges Booklet mit erläuternden Texten zu allen Songs, vielen Abbildungen und einem Aufsatz von Tom Piazza.
2004 gewann die Box zwei Grammy Awards in den Kategorien „Best Historical Album“ und „Best Album Notes“. Im gleichen Jahr erreichte es Platz 2 der Billboard Top Blues Albums Charts.
Martin Scorsese Presents the Blues: A Musical Journey ist auch der Titel eines ebenfalls 2003 erschienenen Begleitbuchs zur Serie The Blues. Zu den Autoren gehören Peter Guralnick, Robert Santelli, Holly George-Warren und Christopher John Farley.

## Titelliste

### CD 1
1. Othar Turner & The Rising Star Fife & Drum Band – Shortninʼ / Henduck[2][4]
2. Lightning & Group – Long John
3. Mamie Smith – Crazy Blues
4. W. C. Handy – St. Louis Blues
5. Bessie Smith – Muddy Water
6. Blind Lemon Jefferson – Match Box Blues
7. Furry Lewis – Billy Lyons & Stack-O-Lee
8. „Ma“ Rainey – „Ma“ Raineyʼs Black Bottom
9. Blind Willie Johnson – Dark Was the Night, Cold Was the Ground
10. Louis Armstrong – Savoy Blues
11. Frank Stokes – Downtown Blues
12. Mississippi John Hurt – Frankie
13. Henry Thomas – Fishing Blues
14. Leroy Carr – How Long, How Long Blues
15. Tommy Johnson – Canned Heat Blues
16. Blind Willie McTell – Statesboro Blues
17. Tampa Red & Georgia Tom – Itʼs Tight Like That
18. Pinetop Smith – Pine Topʼs Boogie Woogie
19. Lonnie Johnson – Guitar Blues
20. Charlie Patton – Pony Blues
21. Blind Blake – Diddie Wah Diddie
22. Memphis Jug Band – K. C. Moan
23. Jimmie Rodgers – Standinʼ On The Corner (Blue Yodel # 9)
24. Mississippi Sheiks – Sittinʼ On Top Of The World
25. Son House – Preachinʼ The Blues

### CD 2
1. Skip James – Devil Got My Woman
2. Leadbelly – C. C. Rider
3. Big Joe Williams – Baby, Please Don’t Go
4. Roosevelt Sykes – Dirty Mother For You (Donʼt You Know)
5. Billie Holiday – Billieʼs Blues
6. Robert Johnson – Cross Road Blues
7. Sonny Boy Williamson I. – Good Morninʼ Little School Girl
8. Bukka White – Shake ʼEm On Down
9. Joe Turner & Pete Johnson – Roll ʼEm Pete
10. Robert Petway – Catfish Blues
11. Count Basie Orchestra with Jimmy Rushing – Going To Chicago Blues
12. Big Bill Broonzy –  Key To The Highway
13. Memphis Minnie – Me And My Chauffeur Blues
14. Big Maceo Merriweather – Worried Life Blues
15. Tommy McClennan – Cross Cut Saw Blues
16. Lionel Hampton Sextet with Dinah Washington – Evil Gal Blues
17. Sister Rosetta Tharpe – Strange Things Happening Everyday
18. Joe Liggins – Honeydripper Pt. 1
19. Johnny Mooreʼs Three Blazers featuring Charles Brown – Driftin’ Blues
20. Louis Jordan – Let The Good Times Roll
21. Arthur „Big Boy“ Crudup – Thatʼs All Right Mama
22. T-Bone Walker – Call It Stormy Monday
23. Wynonie Harris – Good Rockinʼ Tonight
24. Jimmy Witherspoon – Ainʼt Nobodyʼs Business, Part One
25. The Johnny Otis Quintette with Little Esther & The Robins – Double Crossing Blues

### CD 3
1. Memphis Slim – Mother Earth
2. Percy Mayfield – Please Send Me Someone To Love
3. Jackie Brenston – Rocket 88
4. Elmore James – Dust My Broom
5. Rosco Gordon – No More Dogginʼ
6. Little Walter – Juke
7. Big Mama Thornton – Hound Dog
8. Lowell Fulson – Reconsider Baby
9. Guitar Slim – The Things That I Used to Do
10. Professor Longhair – In The Night
11. Muddy Waters – (Iʼm Your) Hoochie Coochie Man
12. J. B. Lenoir – Eisenhower Blues
13. Fats Domino – Blue Monday
14. Ray Charles – Hard Times
15. Smiley Lewis – I Hear You Knocking
16. Elvis Presley – Mystery Train
17. Sonny Boy Williamson II. – Donʼt Start Me To Talkinʼ
18. Howlin’ Wolf – Smokestack Lightning
19. Bo Diddley – Who Do You Love
20. Slim Harpo – Iʼm A King Bee
21. Chuck Berry – Johnny B. Goode
22. Bobby „Blue“ Bland – Farther Up The Road
23. Otis Rush – So Many Roads, So Many Trains
24. Buddy Guy – First Time I Met The Blues
25. Jimmy Reed – Big Boss Man

### CD 4
1. Freddie King – Hide Away
2. Junior Parker – Drivinʼ Wheel
3. John Lee Hooker – Boom Boom
4. Albert Collins – Frosty
5. Muddy Waters – You Canʼt Lose What You Ainʼt Never Had
6. Howlin’ Wolf – Killing Floor
7. Son House – Death Letter Blues
8. Mississippi Fred McDowell – You Gotta Move
9. Bob Dylan – Highway 61 Revisited
10. Junior Wells – Hoodoo Man Blues
11. Koko Taylor – Wang Dang Doodle
12. John Mayall & the Bluesbreakers with Eric Clapton – All Your Love
13. Paul Butterfield Blues Band – Iʼve Got A Mind To Give Up Livinʼ
14. Jimi Hendrix – Red House
15. Albert King – Born Under The Bad Sign
16. Magic Sam – Mama Talk To Your Daughter
17. Etta James – Tell Mama
18. The Jeff Beck Group – Ainʼt Superstitious
19. Taj Mahal – She Caught The Katy (And Left Me A Mule To Ride)
20. Fleetwood Mac – Black Magic Woman
21. Janis Joplin – One Good Man

### CD 5
1. B. B. King – The Thrill Is Gone
2. Johnny Winter – Dallas
3. Derek and the Dominos – Have You Ever Loved A Woman
4. Hound Dog Taylor & The Houserockers – Give Me Back My Wig
5. The Allman Brothers Band – One Way Out
6. Z. Z. Hill – Down Home Blues
7. Stevie Ray Vaughan & Double Trouble – Pride And Joy
8. Robert Cray – Smoking Gun
9. The Fabulous Thunderbirds – Tuff Enuff
10. John Lee Hooker and Bonnie Raitt – Iʼm In The Mood
11. Ali Farka Touré – Timbarma
12. Keb’ Mo’ – Am I Wrong
13. Luther Allison – Cherry Red Wine
14. Peggy Scott-Adams – Bill
15. Susan Tedeschi – Just Wonʼt Burn
16. Los Lobos – Voodoo Music
17. Bonnie Raitt – Round & Round
18. Cassandra Wilson – Vietnam Blues
19. Robert Cray & Shemekia Copeland – I Pity The Fool (Live)
20. Keb’ Mo’ & Corey Harris – Sweet Home Chicago